# AY Большого Пса
AY Большого Пса (лат. AY Canis Majoris) — двойная затменная переменная звезда типа Алголя (EA) в созвездии Большого Пса на расстоянии приблизительно 4489 световых лет (около 1376 парсеков) от Солнца. Видимая звёздная величина звезды — от +14,2m до +12,24m. Орбитальный период — около 7,377 суток.